# TV Quase
TV Quase é uma produtora audiovisual brasileira, integrada pelos atores e roteiristas Daniel Furlan, Caito Mainier, Fernando Fraiha, Raul Chequer, Leandro Ramos, Juliano Enrico, David Benincá e Pedro Leite. Também fizeram parte da TV Quase os humoristas Klaus'Berg, também conhecido como Keka, e Gabriel Labanca, fundador da trupe, falecido em 2012. 
O grupo se reuniu a partir do trabalho na revista em quadrinhos independente Quase, publicada em Vitória (Espírito Santo) entre 2002 e 2009, até dar origem à TV Quase, responsável por programas como Choque de Cultura, Falha de Cobertura, O Último Programa do Mundo e Irmão do Jorel, entre outras produções.

## Produções

### Overdose (2013)
Em 2013, Enrico, Furlan e Chequer estrelaram a série Overdose na MTV Brasil. Escrito por Arnaldo Branco e parceria entre a TV Quase e a produtora Carambolas, o programa era um falso documentário sobre uma banda tentando chegar ao sucesso, inspirado na comédia This Is Spinal Tap.

### O Último Programa do Mundo (2013-2018)
O Último Programa do Mundo foi uma série produzida inicialmente para a MTV Brasil, em 2013. Com o encerramento do canal, o programa continuou sendo produzido e veiculado no canal da TV Quase no YouTube. Em 2018, entrou para a grade do Canal FX, com uma temporada de 13 episódios. Daniel Furlan interpreta o apresentador de um talk-show ambientado num cenário apocalíptico. Mainier aparece como o motorista de van Rogerinho do Ingá, e Enrico como o vice-cônsul de Honduras.

### Irmão do Jorel (2014-presente)
Série de animação produzida para o Cartoon Network, com personagens inspirados na infância de Juliano Enrico, que dirige e assina a redação final dos roteiros com Daniel Furlan. Os demais membros da TV Quase fazem os roteiros, aliados a diversos roteiristas externos. A primeira temporada estreou em 2014, a segunda em 2016, a terceira em 2018 e a quarta em 2021 e a quinta estreou em 2024. A primeira e segunda temporada também estão disponíveis na Netflix.

### Falha de Cobertura (2014-presente)
Websérie veiculada no canal da TV Quase no YouTube. Furlan e Mainier interpretam, respectivamente, o ex-jogador de futebol Craque Daniel e o ex-presidiário Cerginho da Pereira Nunes, que comentam jogos de futebol, numa sátira das mesas redondas tradicionais. O programa já foi produzido em parceria com outros veículos, como a revista Piauí (Olimpíadas 2016), o canal SporTV (Jogos Olímpicos de Inverno de 2018. e o portal UOL (Copa do Mundo de 2018). Em 2019, Craque Daniel e Cerginho da Pereira Nunes foram convidados pelo site GloboEsporte.com para narrar e comentar os jogos da Seleção Brasileira na Copa América 2019.
Em 2020, foi lançado pela editora Intrínseca o livro Você Não Merece Ser Feliz - Como Conseguir Mesmo Assim, escrito por Furlan e Pedro Leite, baseado na websérie. Se trata de uma paródia de livros de auto-ajuda sob a perspectiva do Craque Daniel. Também conta com um prefácio de Mainier, naturalmente como Cerginho.
Em 2018, Furlan anunciou que a TV Quase iniciaria a produção do filme em longa-metragem do Falha de Cobertura, contando a história de como Daniel e Cerginho se conheceram.

### Choque de Cultura (2016-presente)
Também veiculado no YouTube, tanto no canal da TV Quase quanto no Omelete, depois sendo transmitido pela TV Globo e Canal Brasil, Choque de Cultura, criado em 2016, apresenta Mainier, Furlan, Chequer e Ramos como os motoristas de van Rogerinho do Ingá, Renan, Maurílio e Julinho da Van, simulando uma mesa redonda sobre cinema. É a produção de maior sucesso do grupo, chegando a atingir mais de 3 milhões de visualizações em alguns de seus episódios.
Em 2018, Mainier, Furlan, Chequer e Ramos, além de Enrico, Fraiha, Benincá e Leite, publicaram o livro Choque de Cultura - 79 Filmes Pra Assistir Enquanto Dirige (Editora Record).

## Outras Produções
Além do Choque de Cultura, Falha de Cobertura, O Último Programa do Mundo e Irmão do Jorel, o grupo também foi responsável pela série Décimo Andar, numa parceria com o Canal Brasil, e diversas esquetes e webséries que também se encontram no canal do grupo no youtube. 
Fora da Quase, Caíto Mainier e Leandro Ramos escreveram e dirigiram o programa Larica Total (Canal Brasil); Daniel Furlan, David Benincá, o próprio Mainier e Pedro Leite chegaram a fazer roteiros para o Lady Night (Multishow) com Furlan inclusive no elenco de apoio; mais recentemente, Leite e Mainier estiveram na equipe de roteiro do telejornal humorístico Fora de Hora, que chegou a ter Furlan aparecendo nos créditos de roteiro, mas ele deixou o programa ainda antes da estreia.
Na Netflix, Fernando Fraiha e Ramos escreveram a série Ninguém Tá Olhando, com Ramos no elenco e Fraiha como um dos diretores. 

No cinema, Fraiha escreveu e dirigiu La Vingança e produziu TOC - Transtornada, Obsessiva e Compulsiva, ambos com Furlan no elenco principal.